# Kinh tế học nữ quyền

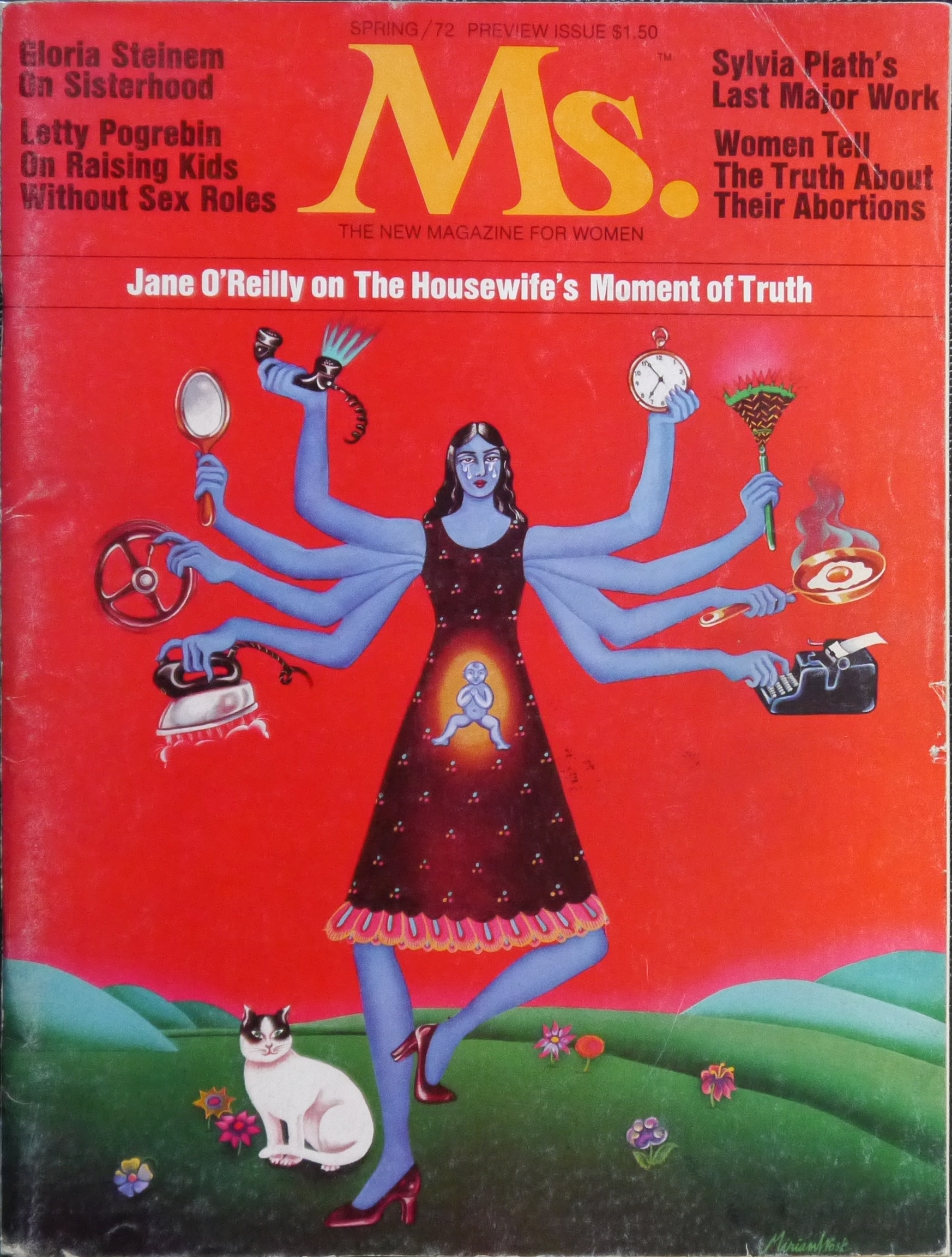
Số đầu tiên của tạp chí Ms. đã xem xét kinh tế nữ quyền trong một tác phẩm của Jane O'Reilly

Kinh tế nữ quyền là bộ môn nghiên cứu về kinh tế và các nền kinh tế, với việc tập trung vào phân tích chính sách và phân tích chính sách kinh tế và nhận thức về giới. Các nhà nghiên cứu kinh tế nữ quyền bao gồm các học giả, nhà hoạt động, nhà lý luận chính sách và các học viên.  Nhiều nghiên cứu kinh tế nữ quyền tập trung vào các chủ đề đã bị lãng quên trong lĩnh vực này, chẳng hạn như công việc chăm sóc, bạo lực đối tác thân mật hoặc các lý thuyết kinh tế có thể được cải thiện thông qua việc kết hợp tốt hơn các hiệu ứng và tương tác giới, như giữa các lĩnh vực kinh tế được trả tiền và không trả tiền. Các học giả nữ quyền khác đã tham gia vào các hình thức thu thập và đo lường dữ liệu mới, chẳng hạn như Biện pháp trao quyền cho giới (GEM) và các lý thuyết nhận thức về giới hơn như phương pháp tiếp cận năng lực. Kinh tế nữ quyền hướng tới mục tiêu "nâng cao phúc lợi của trẻ em, phụ nữ và nam giới trong các cộng đồng địa phương, quốc gia và xuyên quốc gia".
Các nhà kinh tế nữ quyền chú ý đến các cấu trúc xã hội của kinh tế học truyền thống, đặt câu hỏi về mức độ tích cực và khách quan của nó, và cho thấy các mô hình và phương pháp của nó bị thiên vị bởi sự chú ý đặc biệt đến các chủ đề nam tính và thiên về một phía của nam tính- các giả định và phương pháp liên quan. Trong khi kinh tế học truyền thống tập trung vào các thị trường và các ý tưởng tự chủ, trừu tượng và logic liên quan đến nam tính, các nhà kinh tế nữ quyền kêu gọi một cuộc khám phá đầy đủ hơn về đời sống kinh tế, bao gồm các chủ đề " nữ tính văn hóa" như kinh tế gia đình, và xem xét tầm quan trọng của sự kết nối, cụ thể hóa, và cảm xúc trong việc giải thích các hiện tượng kinh tế.
Nhiều học giả bao gồm Ester Boserup, Marianne Ferber, Julie A. Nelson, Marilyn Waring, Nancy Foloust, Diane Elson, Barbara Bergmann và Ailsa McKay đã đóng góp cho kinh tế nữ quyền. Cuốn sách năm 1988 của Waring If Women Counted thường được coi là "tài liệu sáng lập" của ngành kinh tế học này. Đến thập niên 1990, kinh tế nữ quyền đã được công nhận là một ngành con được thành lập trong kinh tế học để tạo cơ hội xuất bản sách và bài viết cho các học viên của mình.